# Tosa Kokubun-ji

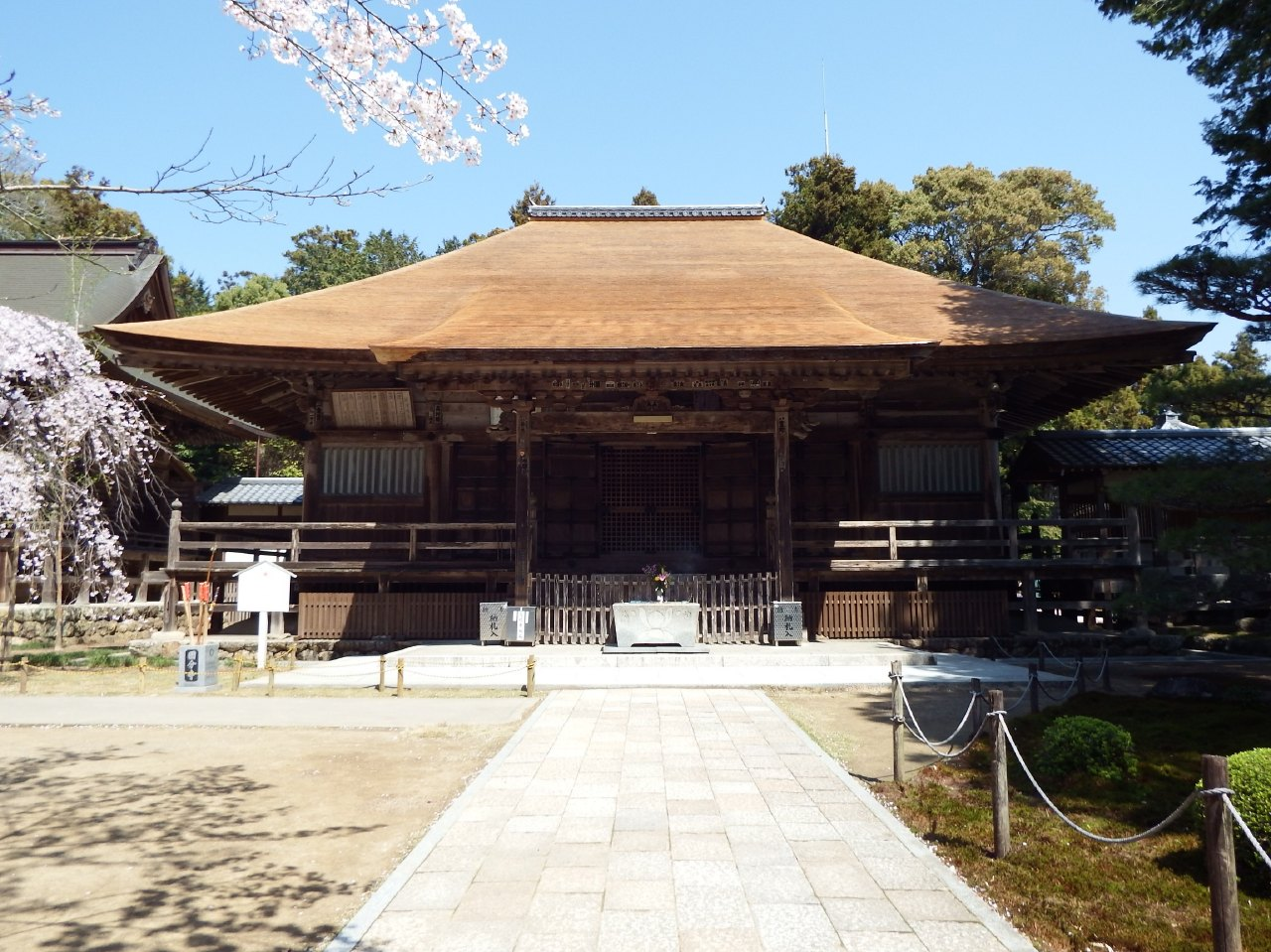
Haupthalle

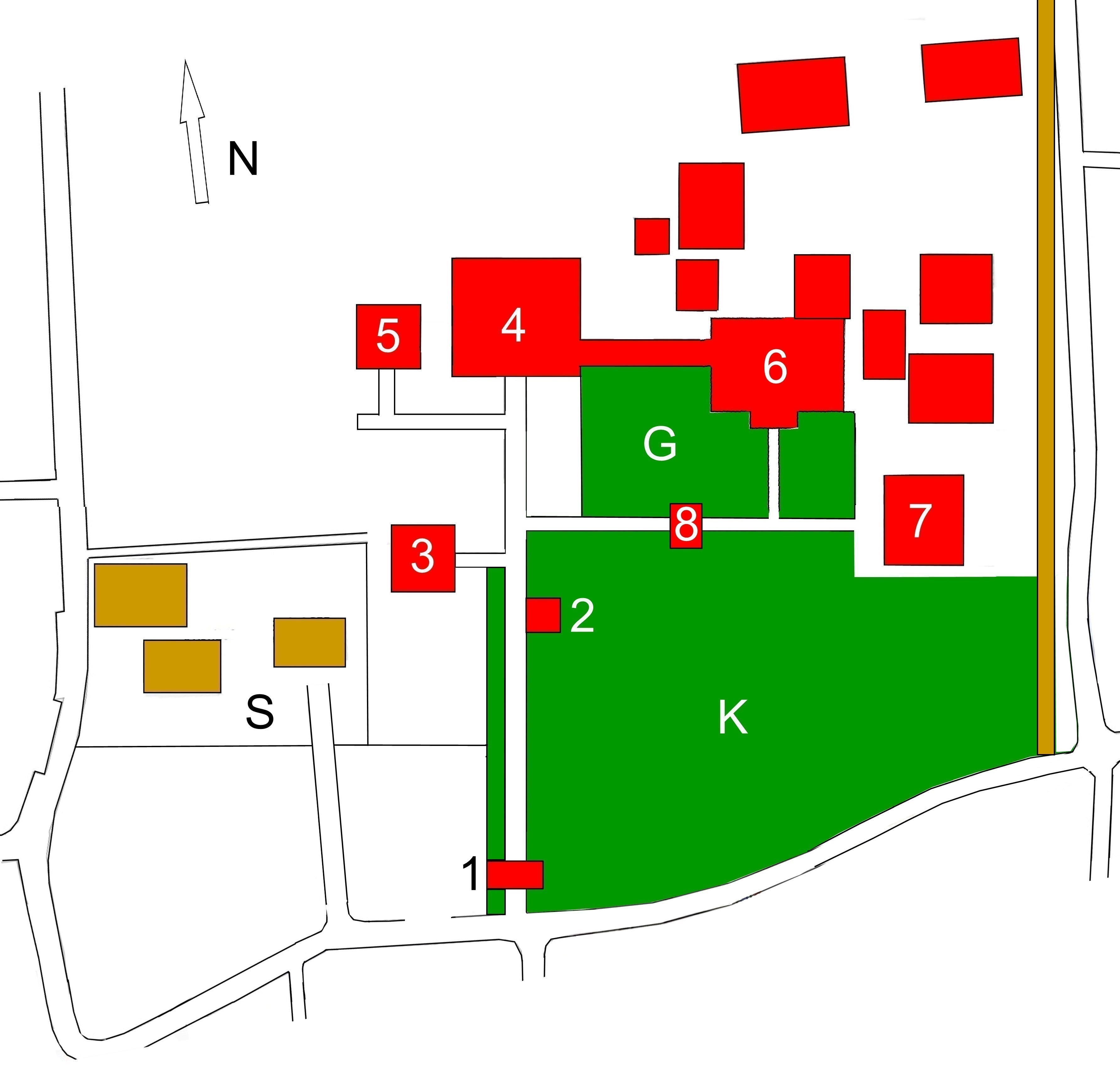
Plan des Tempels (s. Text)

Der Tosa Kokubun-ji (japanisch 土佐国分寺), mit dem Bergnamen Manizan (摩尼山) und dem Untertempelnamen Hōzō-in (宝蔵院) in der Stadt Nankoku (Präfektur Kōchi), ist ein Tempel des Chisan-Zweiges (智山派 Chisan-ha) des Shingon-Buddhismus. In der traditionellen Zählung ist er der 29. Tempel des Shikoku-Pilgerwegs.

## Geschichte
Der Tosa Kokubun-ji wurde von Priester Gyōki während der Regentschaft Kaisers Shōmu zwischen 724 und 749 als Provinztempel (Kokubunji), d. h. Haupttempel der Provinz Tosa, errichtet. Im Jahr 815 kam Priester Kūkai auf seinem Pilgerweg durch Shikoku hier vorbei und fertigte eine Skulptur des heiligen Bishamonten für das kleine hintere Tempelgebäude, Okuin (奥院) an. Bei der Gelegenheit wurde in der Haupthalle die geheime Zeremonie zur Vertreibung des Bösen (星供の秘法 Hoshiku no hihō) durchgeführt. Seitdem ist der Tempel als Ort für diese Zeremonie bekannt, als Hoshiku kompon dōjō (星供の根本道場).

## Anlage
Man betritt den Tempel im Süden durch das Tempeltor, das hier als zweistöckiges „Niō-Tor“ (仁王門 Niō-mon; 1), also als zweistöckiges Tor mit den beiden Tempelwächtern (Niō) rechts und links vom Durchgang, ausgeführt ist. Es soll eine Stiftung des 2. Fürsten (Daimyō) von Tosa, Yamanouchi Tadayoshi (山内 忠義; 1592–1665) sein. Man passiert auf der rechten Seite die Tempelglocke (鐘楼 Shōrō; 2), auf der linken Seite den Pavillon zur Erinnerung an die Tempelgründung (開山堂 Kaisandō; 3) und hat dann die Haupthalle (本堂 Hondō; 4) vor sich.
Die Haupthalle wurde von den damaligen Herrschern in der Gegend, Chōsokabe Kunichika (長宗我部 国親; 1504–1560) und Sohn Chōsokabe Motochika, 1558 als Ersatz für den Vorgängerbau errichtet und ist als Wichtiges Kulturgut Japans registriert. Das Gebäude hat eine Breite von 5 Ken und eine Tiefe von 6 Ken. Das Dach ist mit dünnen Schindeln gedeckt (杮葺き Kokerabuki) und erinnert an die Dächer der Tempyō-Zeit, also des 8. Jahrhunderts. 1932 wurde der Tempel in siebenjähriger Arbeit auseinandergenommen und restauriert. Ab 1966, und dann noch einmal 1995, wurde das Dach erneuert. – Links daneben steht die Halle zur Verehrung des Tempelgründers, die Daishidō (大師堂; 5) aus dem Jahr 1634. Ursprünglich war das Dach wie die Haupthalle mit dünnen Schindeln gedeckt, 1960 wurden diese durch Kupferblech ersetzt.
Auf dem Wege vom Tempeltor zur Haupthalle zweigt nach der Tempelglocke ein Weg nach rechts ab. Man passiert das Mittlere Tor (中門 Chūmon; 8) und hat zur Linken den Garten (G) der Abtresidenz. In diesem Garten, bepflanzt mit Sicheltannen, finden sich auf Moosgrund oder Kies Basissteine der Pagode des Tempels in alter Zeit, die man hierher verlegt hat. Unter den Gedenksteinen im Garten gibt es einen mit einer Waka-Beschriftung, die von der Mutter der Romanistin Asabuki Tomiko (朝吹 登水子; 1917–2005) stammt. Daneben steht das Gästehaus (客殿 Kyakuden; 6), das 1973 als Ersatz für den Bau aus der Edo-Zeit gebaut wurde, und voraus das Kōmyō-den (光明殿; 7), das als Gebetsstätte für Blinde und Gebrechliche 1995 fertiggestellt wurde.
Der von Bäumen bestandene südöstliche Teil des Tempelgeländes enthält Reste des ursprünglichen Kokubun-ji und ist auf nationaler Ebene als „Geschichtliche Spur“ (国歴史跡 Kuni rekishi ato) registriert. Vom ursprünglichen Tempel mit der Ostwest-Ausdehnung von 500 Shaku (151,5 m) und einer Nordsüd-Ausdehnung von 450 Shaku (136,4 m) sind am Ostrand Reste der Wallanlage erhalten. Diese ist 1,5 bis 2 m hoch und 3 bis 4 m breit.
Links vom Kokubun-ji befindet sich der Kokubu-Sōsa-Schrein (国府総社神社 -jinja; S).

## Schätze
Unter den Tempelschätzen befinden sich einige Wichtige Kulturgüter, zwei Statuen des Yakushi Nyorai, also des heilenden Buddha. Die eine stammt aus der späten Heian-Zeit und gehört zu den ältesten der Präfektur. Sie ist 95,5 cm hoch und aus einem Stück Hinoki gefertigt. Die andere stammt aus der Kamakura-Zeit und ist 35,5 cm groß. Die Basis war ursprünglich vergoldet, sie enthält eine Inschrift, die auf eine Reparatur im Jahr 1406 hinweist.
Ein weiteres Wichtiges Kulturgut ist eine Tempelglocke (梵鐘 Bonshō) mit einer Höhe von 63,8 cm, einer Öffnung von 47 cm und einem Gewicht von 225 kg. Sie enthält keine Inschrift, wird aber auf die frühe Heian-Zeit datiert.

## Bilder

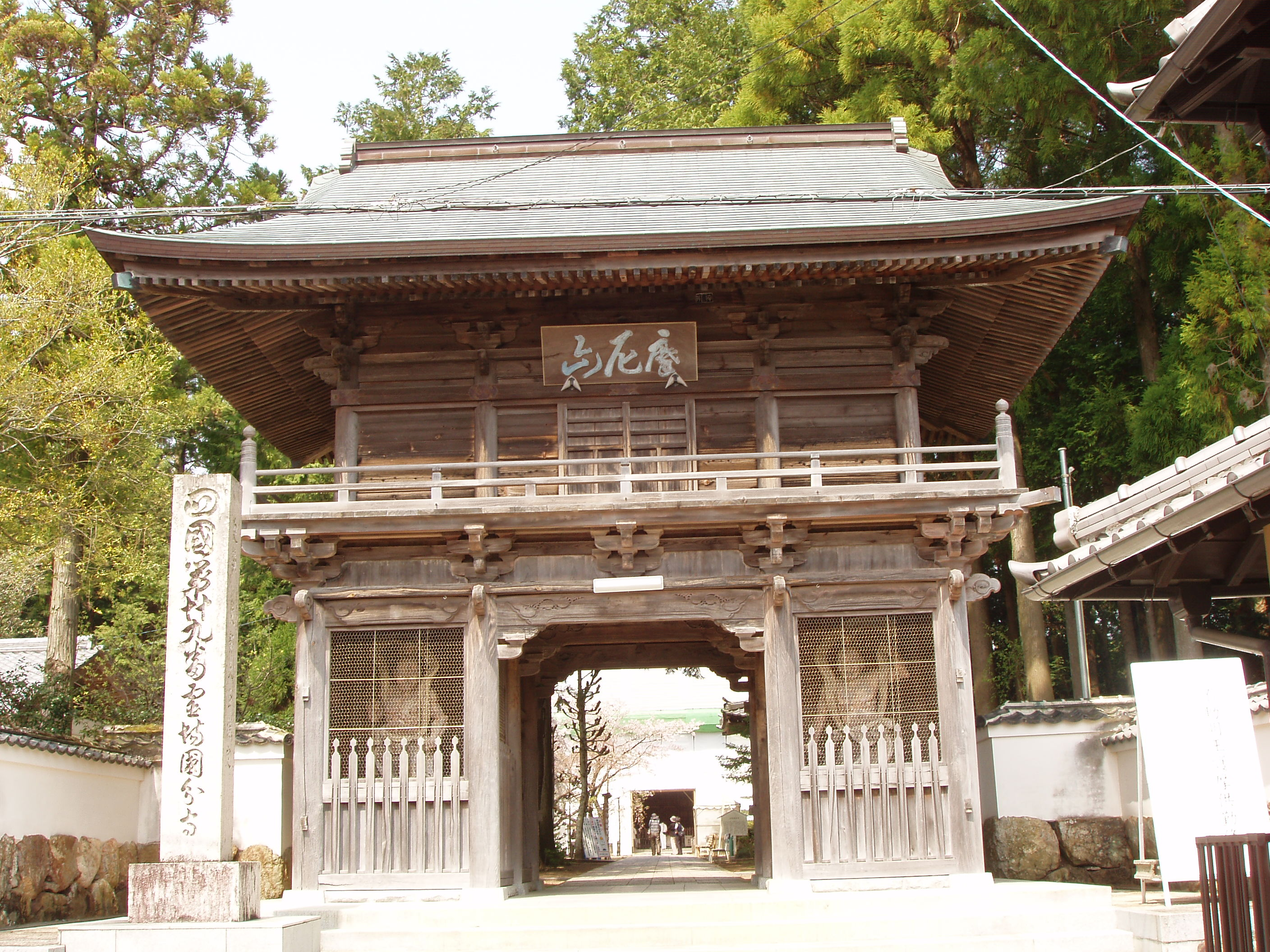
Tempeltor
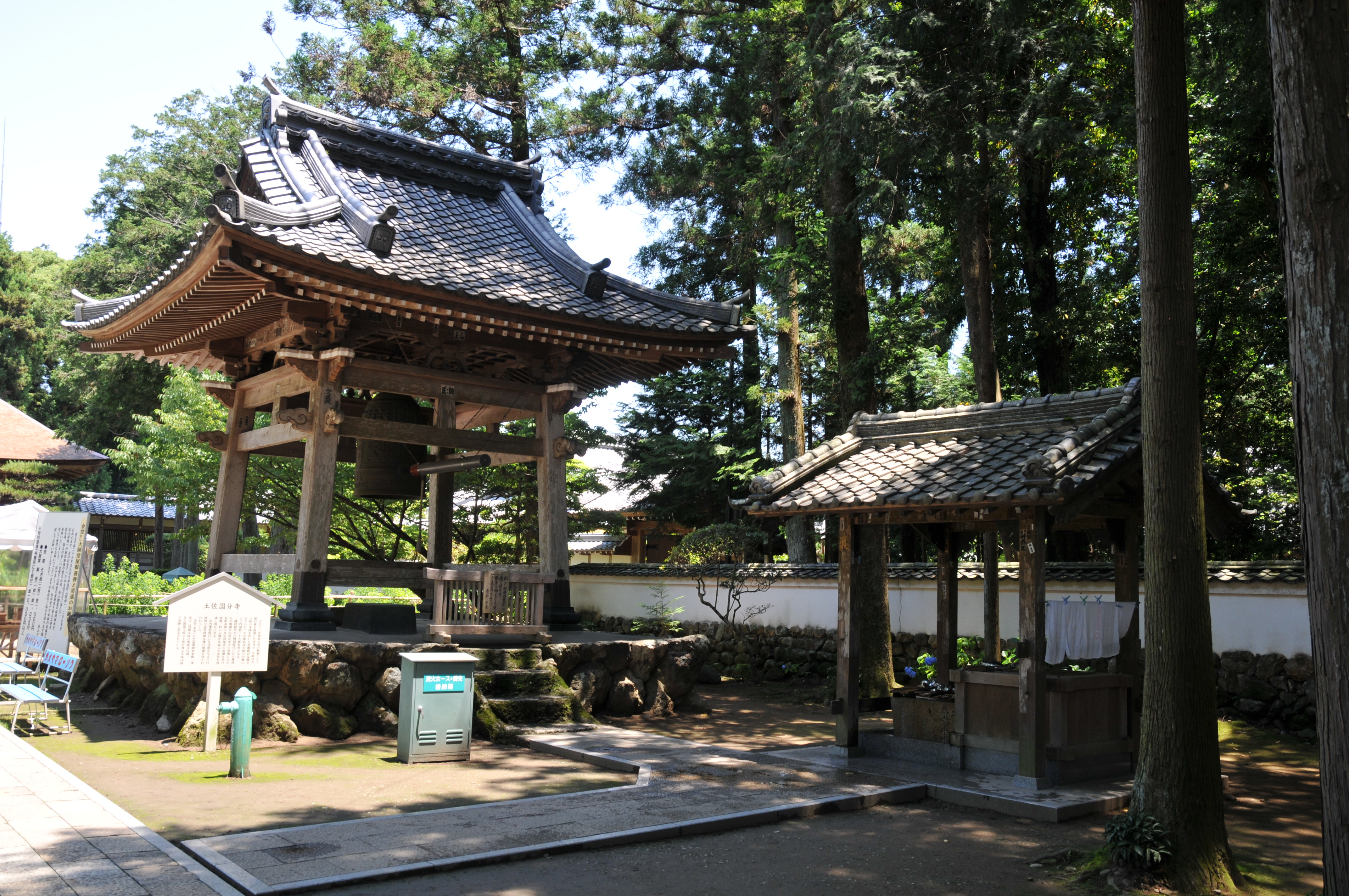
Glocke
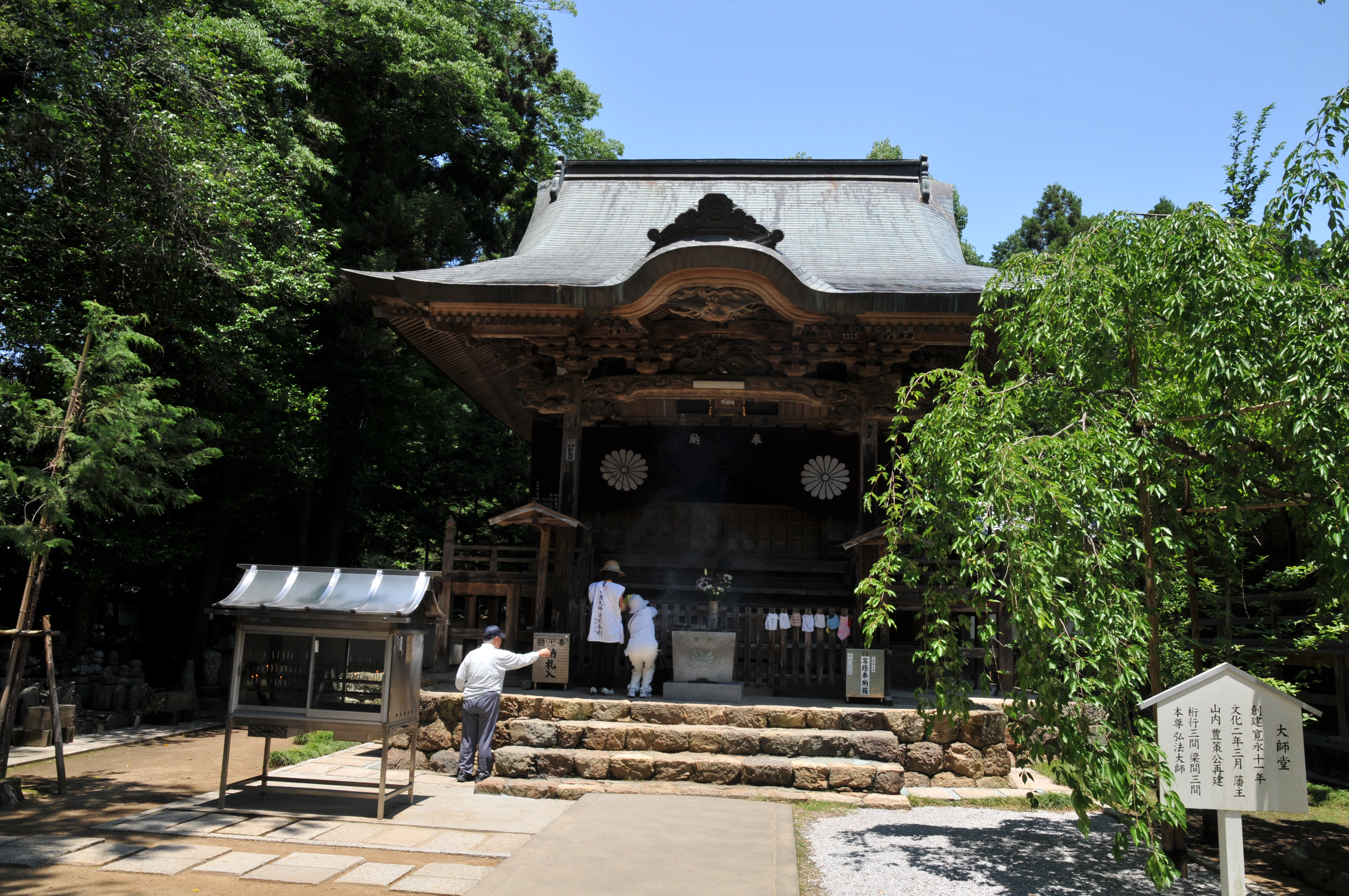
Daishidō
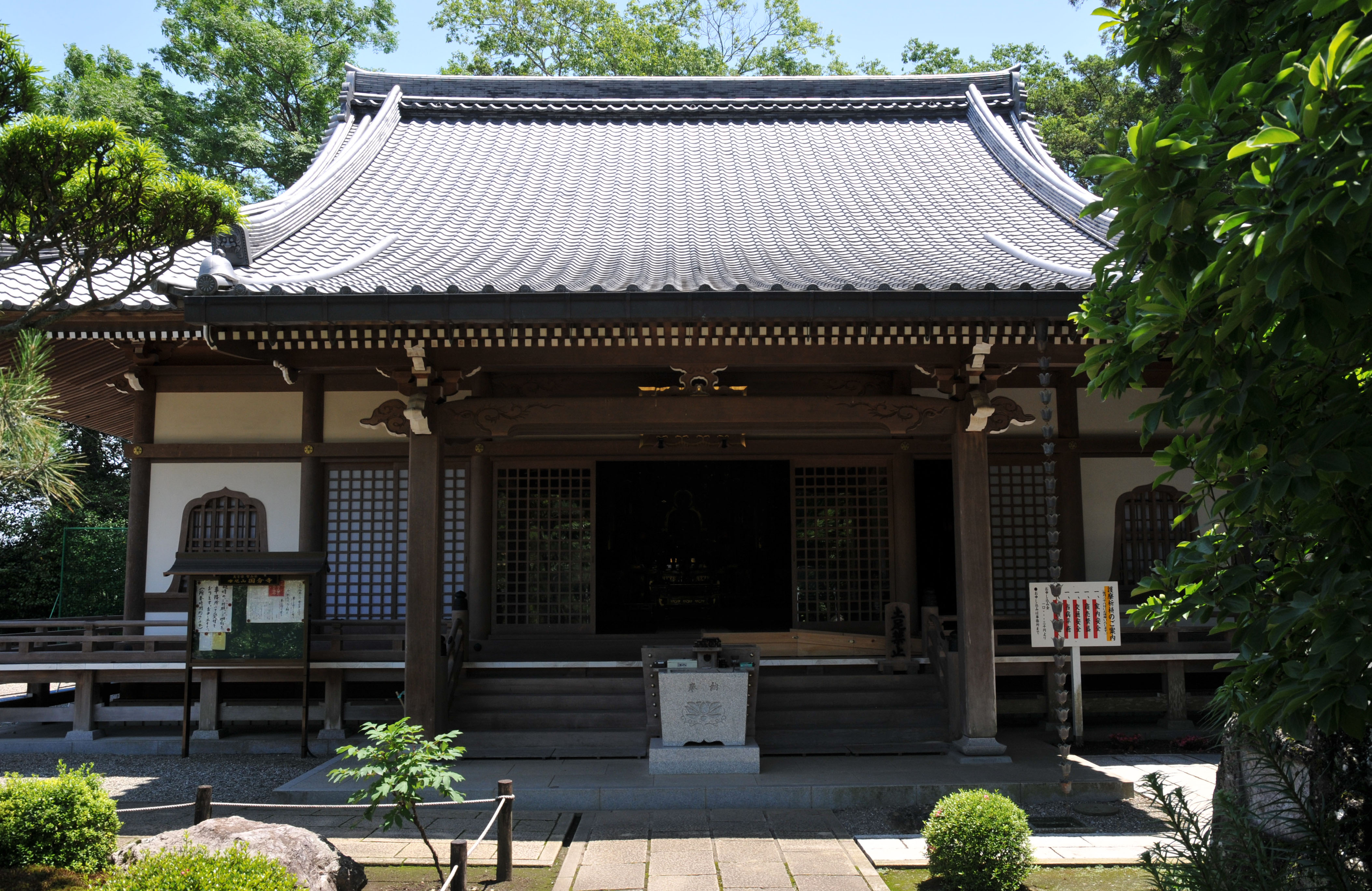
Kōmyōden
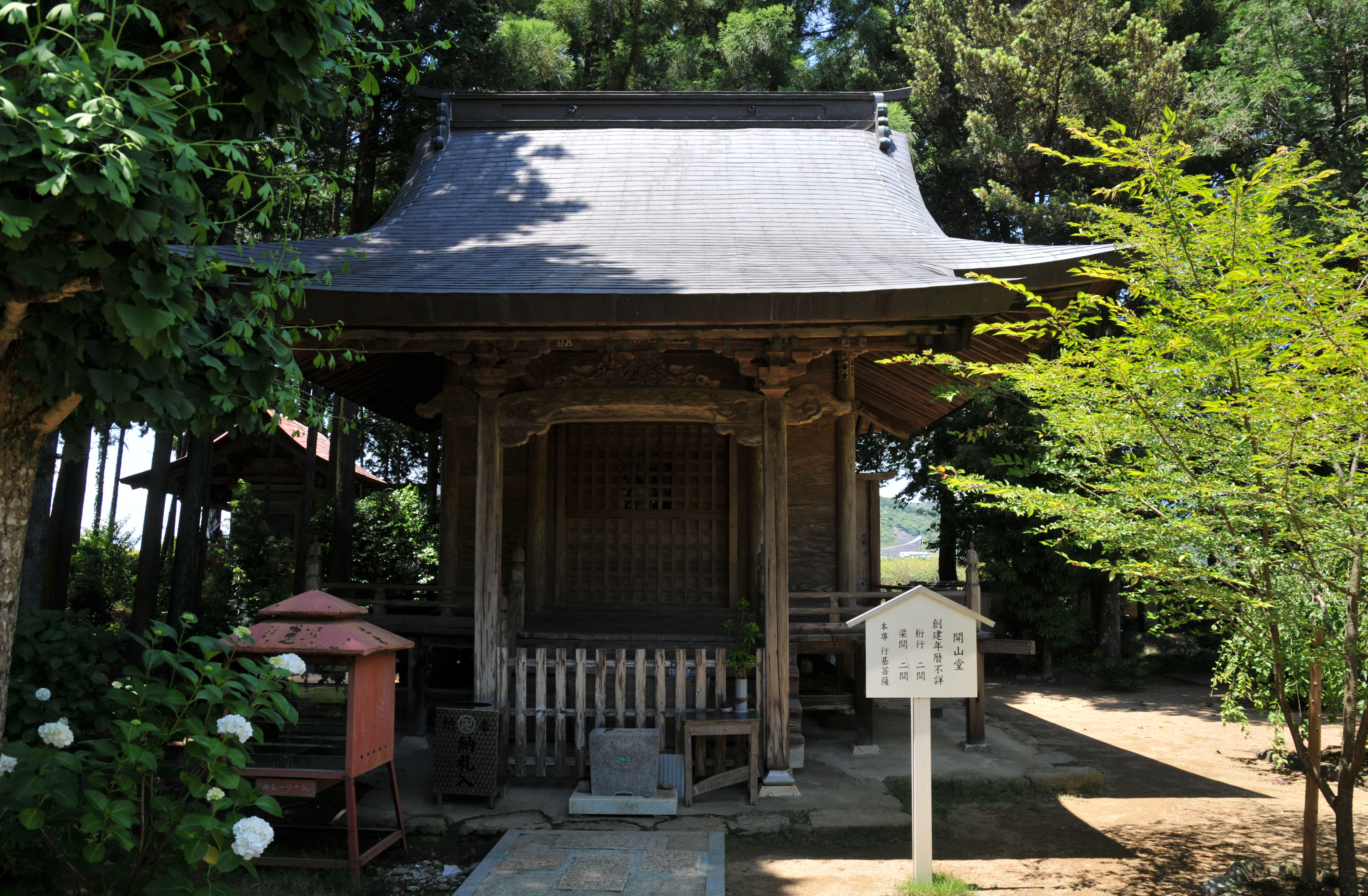
Kaisandō
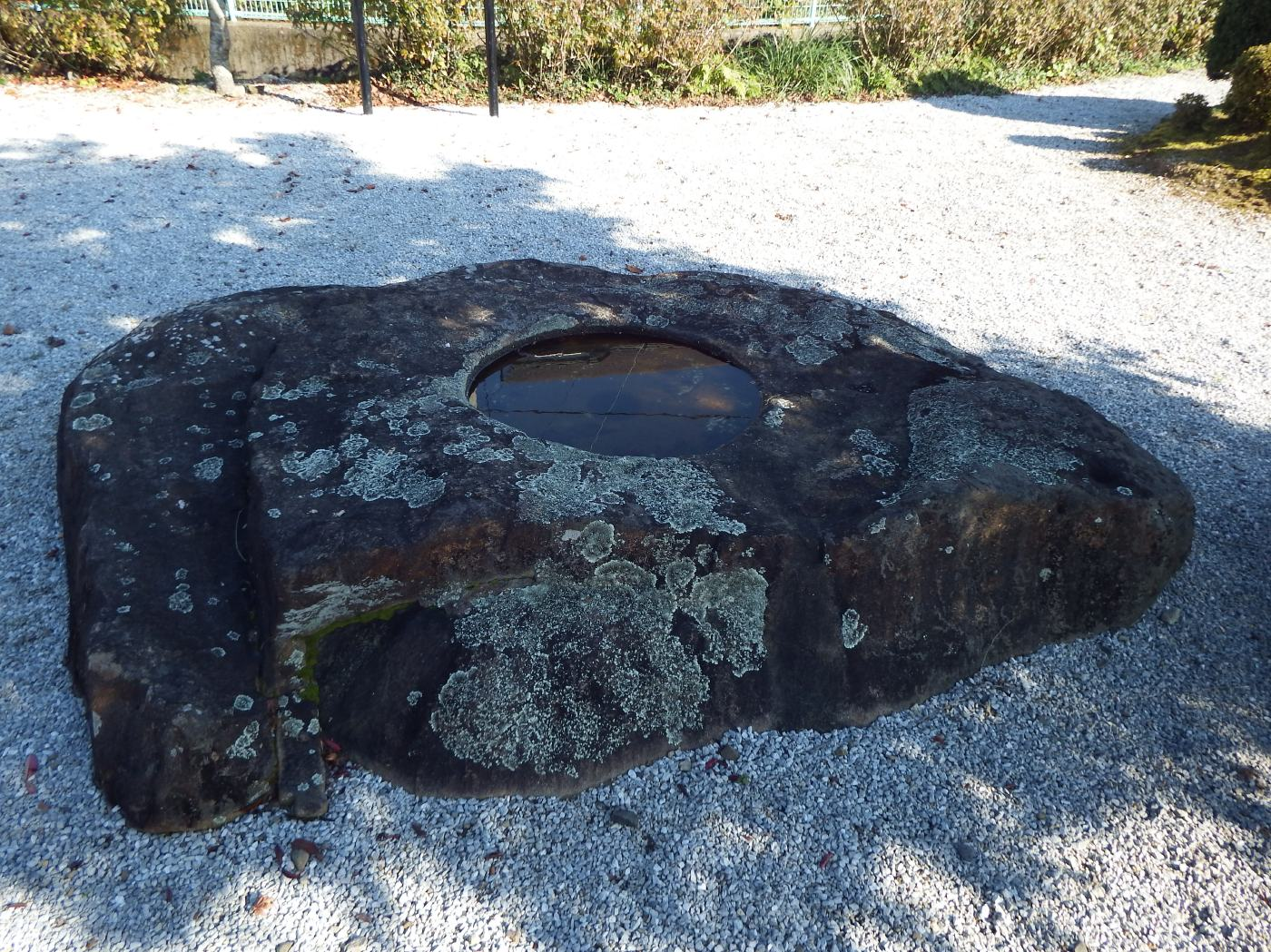
Basisstein der Pagode